# Tomáš Mrázek
Tomáš Mrázek (Brno, Checoslovaquia, 24 de agosto de 1982) es un deportista checo que compitió en escalada, especialista en la prueba de dificultad.
Ganó cuatro medallas en el Campeonato Mundial de Escalada entre los años 2001 y 2007, y tres medallas en el Campeonato Europeo de Escalada entre los años 2002 y 2008. Además, consiguió una medalla de plata en los Juegos Mundiales de 2005.

## Palmarés internacional
| Campeonato Mundial | Campeonato Mundial    | Campeonato Mundial | Campeonato Mundial |
| Año                | Lugar                 | Medalla            | Prueba             |
| ------------------ | --------------------- | ------------------ | ------------------ |
| 2001               | Winterthur (Suiza)    | Medalla de plata   | Dificultad         |
| 2003               | Chamonix (Francia)    | Medalla de oro     | Dificultad         |
| 2005               | Múnich (Alemania)     | Medalla de oro     | Dificultad         |
| 2007               | Avilés (España)       | Medalla de bronce  | Dificultad         |
| Campeonato Europeo |                       |                    |                    |
| Año                | Lugar                 | Medalla            | Prueba             |
| 2002               | Chamonix (Francia)    | Medalla de plata   | Dificultad         |
| 2006               | Ekaterimburgo (Rusia) | Medalla de bronce  | Dificultad         |
| 2008               | París (Francia)       | Medalla de plata   | Dificultad         |